# Свободне (Кальміуський район)
Свобо́дне (Розенфельд, Миколаївка, Кроллен-Хутір) — село в Україні, у Бойківській селищній територіальній громаді Кальміуського району Донецької області. Населення становить 778 осіб.

## Загальні відомості
Відстань до центру громади становить близько 8 км і проходить автошляхом Т 0508.
Перебуває на території, яка тимчасово окупована російськими терористичними військами.

## Історія
Лютерансько-католицьке село, засноване 1870 року під назвою Розенфельд. Засновники з маріупольських колоній. Лютеранські приходи Ґрунау, Розенфельд (з 1885); католицький прихід Грінталь. Лютеранський молільний дім. Аптека. Сільрада (1926). Колгосп ім. Р. Люксембург.
7 (20) листопада 1917 року, відповідно до Третього Універсалу Української Центральної Ради, увійшло до складу Української Народної Республіки.  

## Населення
| Рік  | Кількість мешканців |
| ---- | ------------------- |
| 1873 | 102                 |
| 1904 | 164                 |
| 1911 | 105                 |
| 1915 | 394                 |
| 1924 | 197                 |
| 1941 | 109                 |

За даними перепису 2001 року населення села становило 778 осіб, із них 77,12 % зазначили рідною мову українську, 22,75 % — російську та 0,13 % — білоруську мову.